# Late
Late er det tredje album udgivet af sangerinden Florrie. Det blev udgivet den 31. maj 2012 på iTunes og indeholder sangene: "Every Inch", "To the End", "Shot You Down" og "I'm Gonna Get You Back". Albummets første single er nummeret "Show You Down", hvis tilhørende musikvideo blev udgivet på YouTube den 23. Juni 2012.
På Florries officielle hjemmeside  annoncerede hun den 23. maj 2012, at hun snart ville skrive kontrakt med et stort pladeselskab, og at Late ville blive hendes sidste album som selvstændig kunstner.

## Note
1. ↑  Florrie's hjemmside (engelsk) Arkiveret 12. juli 2011 hos  Wayback Machine,